# De gustibus non est disputandum
Dē gustibus nōn est disputandum ‚Über Geschmack lässt sich nicht streiten‘ ist eine lateinische Redewendung, die jedoch nicht aus der Antike stammt. Der französische Schriftsteller Jean Anthelme Brillat-Savarin leitete sie vom spanischen Sobre los gustos no hay disputa her. In der scholastischen Philosophie heißt es:
De gustibus et coloribus non est disputandum ‚Über Geschmack und Farben kann man nicht streiten‘.
Die Aussage drückt aus, dass niemand rational beweisen kann, dass ein bestimmtes Geschmacksempfinden das richtige sei. Anders gesagt: In Geschmacksfragen kann es kein „richtig“ oder „falsch“ geben; sie liegen jenseits aller Beweisbarkeit.